# 2. Deutsche Volleyball-Bundesliga 1997/98 (Frauen)
Die Saison 1997/98 der 2. Volleyball-Bundesliga der Frauen war die zweiundzwanzigste Ausgabe dieses Wettbewerbs.

## 2. Bundesliga Nord
Meister und Aufsteiger in die 1. Bundesliga wurde der TvdB Bremen, der Zweitplatzierte SCU Emlichheim stieg ebenfalls auf. Absteigen musste der VC Marl, auch Marzahn, Vechta, Hörde und Glinde zogen nach der Saison zurück.

### Mannschaften
In dieser Saison spielten folgende dreizehn Mannschaften in der 2. Bundesliga Nord der Frauen:
- SV Marzahn Berlin
- VC Olympia Berlin
- TSV Spandau Berlin
- TvdB Bremen
- USC Braunschweig
- VC 68 Eichwalde
- SCU Emlichheim
- TSV Glinde
- TV Hörde
- VC Marl
- USC Münster II
- SC Potsdam
- 1. VC Vechta

### Tabelle
|                         | Verein         | Spiele | Punkte  | Sätze   |
| ----------------------- | -------------- | ------ | ------- | ------- |
| 1.                      | Bremen (A)     | 24     | 46 : 2  | 70 : 11 |
| 2.                      | Emlichheim     | 24     | 42 : 6  | 67 : 17 |
| 3.                      | VCO Berlin (S) | 24     | 38 : 10 | 59 : 30 |
| 4.                      | Marzahn        | 24     | 32 : 16 | 55 : 35 |
| 5.                      | Spandau        | 24     | 28 : 20 | 49 : 35 |
| 6.                      | Braunschweig   | 24     | 26 : 22 | 45 : 47 |
| 7.                      | Münster II     | 24     | 24 : 24 | 45 : 42 |
| 8.                      | Vechta         | 24     | 20 : 28 | 40 : 51 |
| 9.                      | Hörde          | 24     | 20 : 28 | 37 : 50 |
| 10.                     | Glinde (N)     | 24     | 18 : 30 | 40 : 49 |
| 11.                     | Potsdam (N)    | 24     | 10 : 38 | 27 : 61 |
| 12.                     | Eichwalde (N)  | 24     | 6 : 42  | 15 : 66 |
| 13.                     | Marl           | 24     | 2 : 46  | 14 : 69 |
| Stand: Abschlusstabelle |                |        |         |         |

|     | Aufsteiger in die Bundesliga               |
|     | Absteiger in die Regionalliga bzw. Rückzug |
| (A) | Absteiger aus der 1. Bundesliga            |
| (N) | Aufsteiger aus der Regionalliga            |
| (S) | Sonderspielrecht                           |

## 2. Bundesliga Süd
Meister und Aufsteiger in die 1. Bundesliga wurde der TV Wetzlar. Absteigen mussten der SV Ettlingen, der TV Holz, der TSV Schmiden, der 1. VC Wiesbaden und die TSG Kassel-Wilhelmshöhe.

### Mannschaften
In dieser Saison spielten folgende zwölf Mannschaften in der 2. Bundesliga Süd der Frauen:
- VC Buchhof-Kempfenhausen
- TuS Braugold Erfurt
- SV Ettlingen
- TV Holz
- TSG Kassel-Wilhelmshöhe
- VF Bayern Lohhof
- TSV Schmiden
- SV Sinsheim
- TSG Tübingen
- SSV Ulm
- TV Wetzlar
- 1. VC Wiesbaden

### Tabelle
|                         | Verein           | Spiele | Punkte  | Sätze   |
| ----------------------- | ---------------- | ------ | ------- | ------- |
| 1.                      | Wetzlar          | 22     | 42 : 2  | 64 : 18 |
| 2.                      | Ulm              | 22     | 36 : 8  | 62 : 24 |
| 3.                      | Sinsheim         | 22     | 32 : 12 | 55 : 30 |
| 4.                      | Tübingen         | 22     | 28 : 16 | 45 : 43 |
| 5.                      | Buchhof (N)      | 22     | 24 : 20 | 41 : 36 |
| 6.                      | Erfurt (N)       | 22     | 20 : 24 | 45 : 45 |
| 7.                      | Lohhof           | 22     | 20 : 24 | 43 : 44 |
| 8.                      | Wilhelmshöhe (N) | 22     | 18 : 26 | 41 : 46 |
| 9.                      | Ettlingen        | 22     | 16 : 28 | 34 : 51 |
| 10.                     | Schmiden (N)     | 22     | 14 : 30 | 38 : 52 |
| 11.                     | Holz             | 22     | 8 : 36  | 17 : 60 |
| 12.                     | Wiesbaden        | 22     | 6 : 38  | 25 : 61 |
| Stand: Abschlusstabelle |                  |        |         |         |

|     | Aufsteiger in die Bundesliga    |
|     | Absteiger in die Regionalliga   |
| (N) | Aufsteiger aus der Regionalliga |